# Pipistrellus sturdeei
Pipistrellus sturdeei é uma espécie de morcego da família Vespertilionidae. Endêmica do  Japão, registrada somente na ilha Hahajima, Ilhas Bonin.